# 尖頭普提魚
尖頭普提魚（学名：Bodianus oxycephalus），又稱尖頭狐鯛，俗名三齒仔、紅娘仔、日本婆仔、黑點龍，為輻鰭魚綱鱸形目隆頭魚亞目隆頭魚科的其中一種。

## 分布
本魚分布於西太平洋區，包括日本、台灣、菲律賓等海域。

## 深度
水深3至40公尺。

## 特徵
本魚體長型，側扁；頭尖，吻略延長，但不形成管狀；背鰭前方頭部輪廓稍凸。眼大，上位。上下頜各二列齒。前鰓蓋骨緣裸露；背鰭基與臀鰭基鱗鞘發達。尾鰭成截形但上下不對稱，上葉突出而下葉則圓鈍不突出。魚體呈橘紅色，下半部顏色較淡且偏黃色，魚鰭為紅黃色，在背鰭第六和第十硬棘有一明顯黑色橫斑。體長可達60公分。

## 生態
本魚棲息於熱帶、亞熱帶的珊瑚礁及岩礁區，性情兇猛，以底棲無脊椎生物為食。

## 經濟利用
為肉質鮮美的上好食用魚類。肉質帶膠，適合紅燒。